# Храм Минакши
Храм Мина́кши (там. மீனாட்சி அம்மன் கோவில்) — индуистский храм в городе Мадурай на территории индийского штата Тамилнад. Назван в честь трёхгрудой богини Минакши, одной из супруг бога Шивы. Найдено множество исторических свидетельств храма датируемых ранее новой эры. Храм был почти полностью разрушен в 1310 году мусульманскими завоевателями. Храм был полностью восстановлен в первозданном виде в конце XIV века, когда индусские цари снова пришли к власти в Мадурае.
Храм Минакши находится в самом центре города, и здесь проходят многочисленные праздники и ритуалы для жителей города. Храм имеет 258 метров в ширину и 223 метра в длину. Высота — 51,9 метров. Он увенчан четырнадцатью гопурами — башнями высотой до 50 метров. Пять башен расположены внутри храма, остальные снаружи. Все они полностью покрыты множеством относительно небольших разрисованных скульптур. Это многорукие Шивы, многоликие богини, жрецы и музыканты, мифические животные, мужчины и женщины. Много тысяч фигур, ни одна не похожа на другую.
Перед входом в храм расположен «Пруд золотой лилии», предназначенный для обряда омовения. Храм открыт c 5.00 до 12.30 и с 16.00 до 22.00. Довольно часто вокруг храма проходят процессии паломников, сопровождаемые музыкантами.
Архитектурная композиция выполнена в стиле, типичном для индийских храмов. Храм вытянут с востока на запад. Внутри храма располагается святилище бога Шивы-Сундарешвары и его скульптурное изображение. По торжественным религиозным дням, статую бога сажают в позолоченную коляску и вывозят из храма, впрягают в неё слона и совершают шествие вокруг храма. В настоящее время скульптуры подкрашиваются и реставрируются каждые 12 лет. Последняя реконструкция храма была завершена в марте 2009 года.

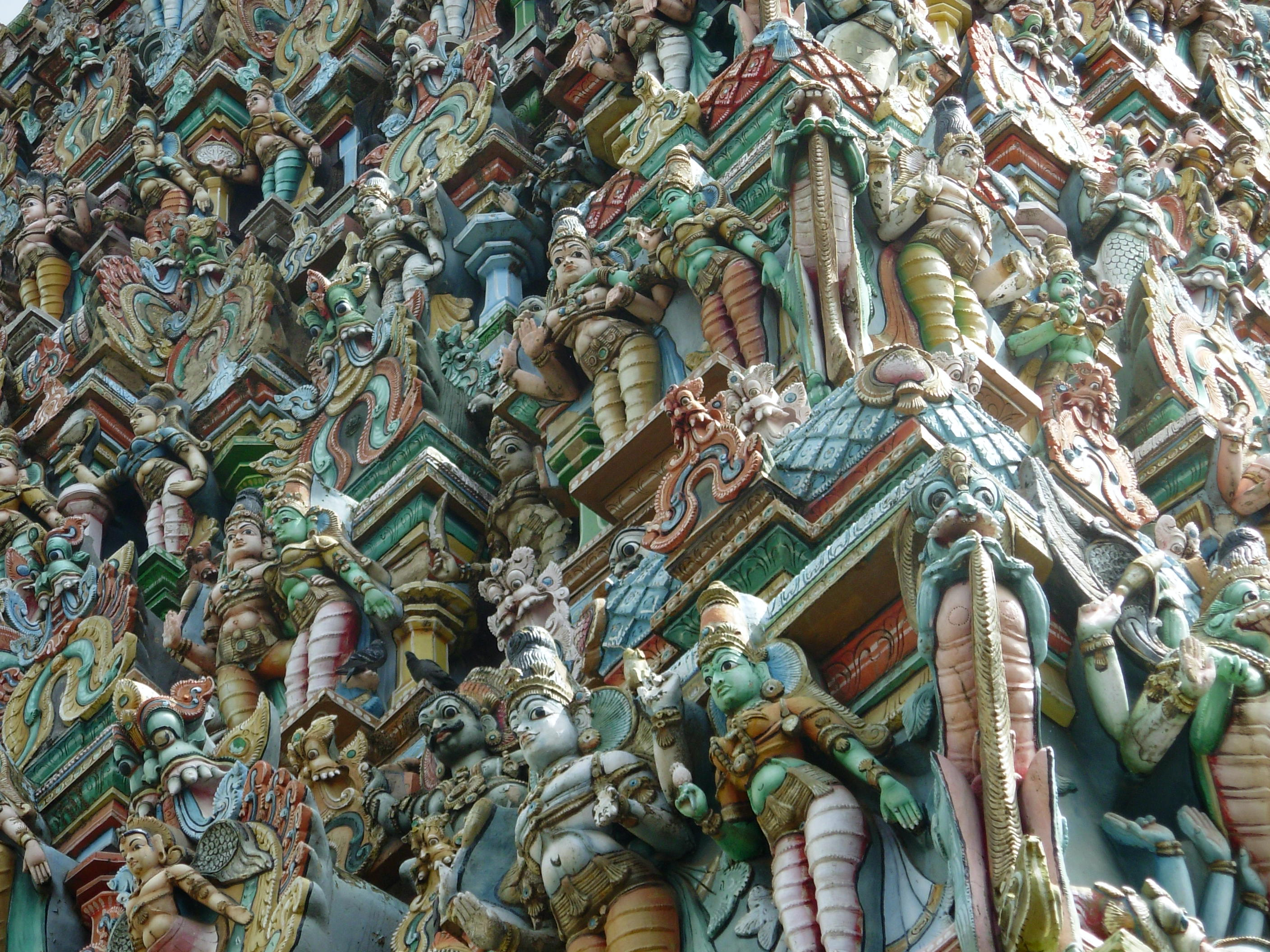
Разрисованные скульптуры, украшающие храм

С восхищением об этом архитектурном творении отзывался путешественник Марко Поло.